# Rennes-les-Bains

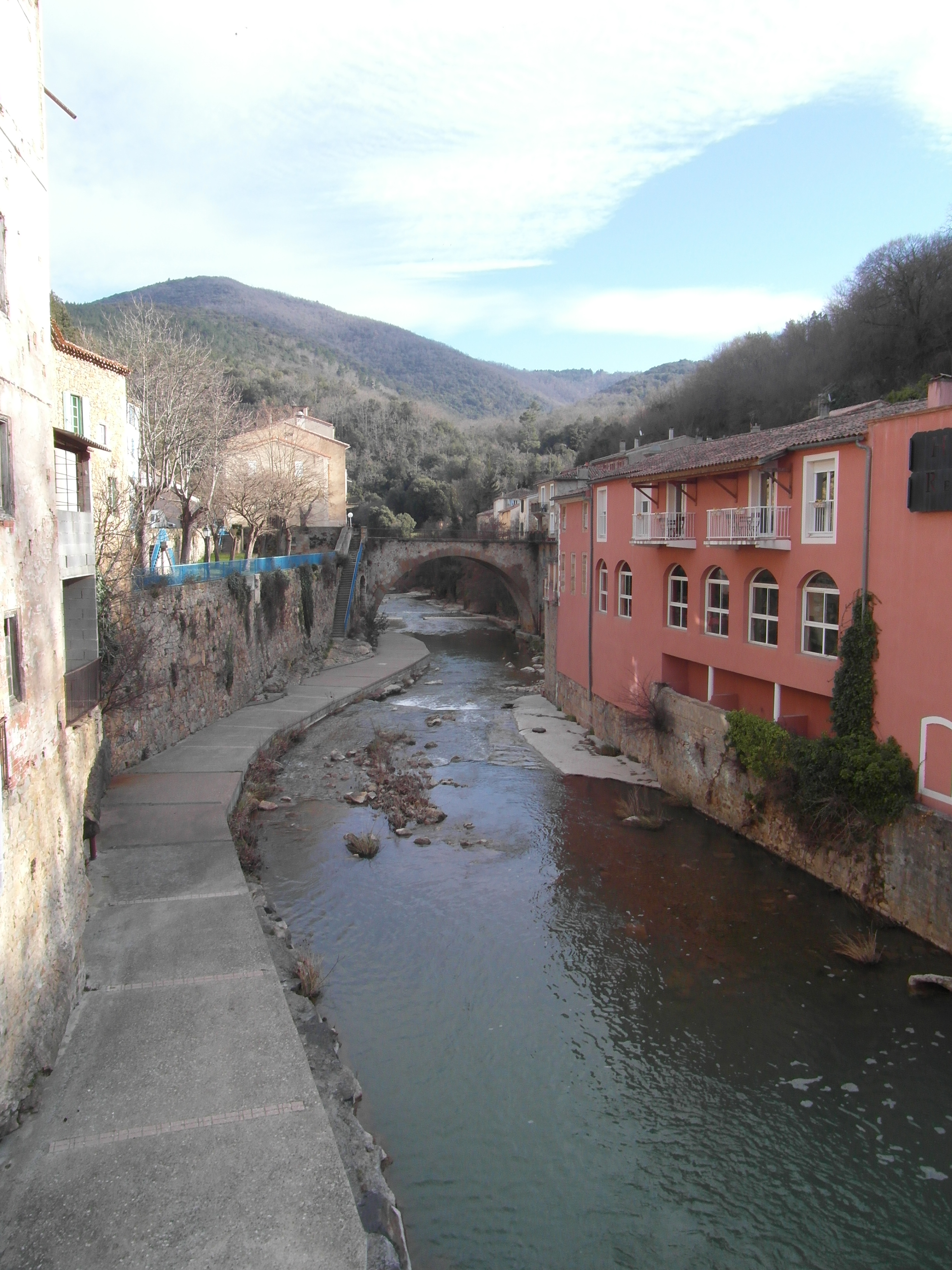

Rennes-les-Bains es una comuna francesa, situada en el departamento del Aude, en la región de Occitania.

## Lugares de interés
- Balnearios de aguas termales.

## Personas destacadas
- Henri Boudet, abad
- Paul Courrent, doctor en medicina